# Tacoronte-Acentejo

Das Weinbaugebiet Tacoronte-Acentejo in der Provinz Santa Cruz de Tenerife, auf den Kanarischen Inseln, Spanien

Tacoronte-Acentejo ist ein spanisches Weinbaugebiet (→ Weinbau in Spanien).
Die Denominación de Origen liegt in der Provinz Santa Cruz de Tenerife im nordöstlichen Teil der Insel Teneriffa auf der Anaga-Halbinsel. Den Status einer DO erhielt die Herkunftsbezeichnung im Jahr 1992 als erste auf der Insel Teneriffa. Die DO umfasst Weinberge in den Gemeinden Santa Cruz de Tenerife, San Cristóbal de La Laguna, El Rosario, Tegueste, Tacoronte (namensgebend), El Sauzal, La Matanza de Acentejo, La Victoria de Acentejo und Santa Úrsula. Zu fast 90 % werden Rotweine aus den Rebsorten Listán Negro und Negramoll, sowie Grenache (local Tintilla genannt), Moscatel Negro, Malvasia Rosada und Vijariego Negro produziert.
Andere DO-Herkunftsbezeichnungen auf der Insel Teneriffa sind Abona, Valle de Güímar, Valle de la Orotava und Ycoden-Daute-Isora.

## Geographie
Das namensgebende Acentejo ist eine balkonartige, stark geneigte Region (Höhenunterschied 1.500 Meter) zwischen dem Teidemassiv und der felsigen Küste, die bis zu 300 m steil zum Atlantik abfällt. Die Gegend ist sehr fruchtbar und gut mit Wasser versorgt, so dass hier eine üppige Vegetation gedeiht. Das insgesamt 2.442 ha große Weinbaugebiet liegt auf einer Höhe zwischen 50 und 1400 m.ü. Meeresspiegel. Die höher gelegenen Weinberge liegen an den Hängen des 3,715 m hohen Teide. Die Parzellen sind extrem kleingliedrig angelegt; Insgesamt 2250 Weinbauern arbeiten ungefähr 50 Weingütern und Winzergenossenschaften zu.

### Böden
Die Insel Teneriffa entstand vor etwa sieben bis fünf Millionen Jahren durch vulkanische Aktivität. In den tiefer gelegenen Gebieten des Anbaugebiets finden sich rote, lehmhaltige Böden mit Kalksteinen sowie einem Mergelanteil.

### Klima
Teneriffa besitzt wie alle anderen Inseln des Kanarenarchipels ganzjährig milde Temperaturen auf Grund der südlich der Rossbreiten entstehenden Nordost-Passatwinde. Besonders tagsüber steigt die mit Meereswasser gesättigte Luft am Teidemassiv hinauf. Es bilden sich in etwa 1.000 bis 1.200 Meter Höhe Wolken, die beim Kontakt mit den dortigen Lorbeer- und Kiefernwäldern zu feinem Nieselregen kondensieren.
Durch diese Tatsache existieren im Weinbaugebiet Tacoronte-Acentejo diverse Mikroklimata. In Küstennähe bis auf eine Höhe von 550 m überwiegt ein trockenes und sehr warmes Klima. Die Rebflächen in einer Höhe von 550 bis 1200 m (also bis auf Höhe der Wolken) ist das Klima kühler und feuchter. Oberhalb von 1200 m sind die Anbaubedingungen wieder trockener. Bei kühleren Temperaturen fallen hier vor allem die Temperaturdifferenzen zwischen Tag und Nacht deutlicher aus und sind dem Anbau strukturierter Weißweine zuträglich.
| Wetterdaten         | Jan  | Feb  | Mär  | Apr  | Mai  | Jun  | Jul  | Aug  | Sep  | Okt  | Nov  | Dez  |
| Ø Sonnenstunden/Tag | 5,9  | 6,6  | 7,1  | 7,7  | 8,8  | 9,8  | 10,6 | 9,8  | 8,5  | 6,9  | 5,9  | 5,5  |
| Luft (°C)           | 17,9 | 17,9 | 18,6 | 19,0 | 20,4 | 22,2 | 24,3 | 25,0 | 24,3 | 22,8 | 20,6 | 18,7 |
| Wasser (°C)         | 19   | 18   | 18   | 18   | 19   | 20   | 21   | 22   | 23   | 23   | 21   | 20   |
| Regentage           | 5    | 5    | 5    | 3    | 1    | 0    | 0    | 1    | 1    | 3    | 5    | 6    |

## Rebsorten
Zu den empfohlenen Rebsorten zählen
- rote Sorten: Listán Negro, Moscatel negro, Negramoll, Tintilla und Vijariego Negro
- weiße Sorten: Gual, Listán blanco, Malvasia de Sitges, Marmajuelo

Zugelassen sind darüber hinaus
- rote Sorten: Bastardo Negro, Cabernet Sauvignon, Castellana Negra, Malvasía rosada, Merlot
- weiße Sorten: Bastardo Blanco, Moscatel, Pedro Ximénez, Verdello, Vijariego Blanco

Während früher als Reberziehung die Buschform (lokal en vaso genannt) überwog, tendieren die Winzer jetzt eher zur Drahtrahmenerziehung, die lokal en espaldera genannt wird.